# José Artur Denot Medeiros
José Artur Denot Medeiros (* 23. September 1943 in Rio de Janeiro) ist ein ehemaliger brasilianischer Diplomat.

## Leben
Vom 6. Oktober 1988 bis 26. Juni 1990 war José Artur Denot Medeiros Botschafter in Paramaribo, ab dem 17. Oktober 2001 bis 30. September 2005 Botschafter in Berlin und ab dem 6. Dezember 2007 bis 25. September 2013 Botschafter in Den Haag.